# Таль-Мармутье
Таль-Мармутье (фр. Thal-Marmoutier) — коммуна на северо-востоке Франции в регионе Гранд-Эст (бывший Эльзас — Шампань — Арденны — Лотарингия), департамент Нижний Рейн, округ Саверн, кантон Саверн. До марта 2015 года коммуна административно входила в состав упразднённого кантона Мармутье (округ Саверн).
Площадь коммуны — 3,42 км², население — 719 человек (2006) с тенденцией к росту: 783 человека (2013), плотность населения — 229,0 чел/км².

## Население
Население коммуны в 2011 году составляло 777 человек, в 2012 году — 778 человек, а в 2013-м — 783 человека.
| 1962 | 1968 | 1975 | 1982 | 1990 | 1999 | 2006 | 2008 | 2011 | 2012 | 2013 |
| ---- | ---- | ---- | ---- | ---- | ---- | ---- | ---- | ---- | ---- | ---- |
| 474  | 495  | 563  | 631  | 637  | 706  | 719  | 734  | 777  | 778  | 783  |

Динамика населения:

## Экономика
В 2010 году из 499 человек трудоспособного возраста (от 15 до 64 лет) 372 были экономически активными, 127 — неактивными (показатель активности 74,5 %, в 1999 году — 73,4 %). Из 372 активных трудоспособных жителей работали 344 человека (169 мужчин и 175 женщин), 28 числились безработными (19 мужчин и 9 женщин). Среди 127 трудоспособных неактивных граждан 47 были учениками либо студентами, 50 — пенсионерами, а ещё 30 — были неактивны в силу других причин.